# Wu Pao-Yi
Wu Pao-Yi es un deportista taiwanés que compitió en taekwondo. Ganó una medalla de bronce en los Juegos Asiáticos de 1994, y dos medallas de bronce en el Campeonato Asiático de Taekwondo en los años 1992 y 1994.

## Palmarés internacional
| Representando a China Taipéi |                        |                   |           |
| Juegos Asiáticos             |                        |                   |           |
| Año                          | Lugar                  | Medalla           | Categoría |
| 1994                         | Hiroshima (Japón)      | Medalla de bronce | +83 kg    |
| Campeonato Asiático          |                        |                   |           |
| Año                          | Lugar                  | Medalla           | Categoría |
| 1992                         | Kuala Lumpur (Malasia) | Medalla de bronce | +83 kg    |
| 1994                         | Manila (Filipinas)     | Medalla de bronce | +83 kg    |